# Jaranwala
Jaranwala (Urdu جڑانوالہ) ist eine Stadt im Distrikt Faisalabad in der Provinz Punjab in Pakistan. Sie befindet sich südlich von Faisalabad.

## Geschichte
Jaranwala soll 400 Jahre alt sein. Nach der Unabhängigkeit Pakistans im Jahr 1947 ließen sich hier muslimische Flüchtlinge aus Indien nieder.
Am 16. August 2023 kam es in der Stadt zu gewalttätigen Ausschreitungen. Auslöser soll eine Behauptung gewesen sein, dass zwei christliche Männer Seiten aus einem Koran herausgerissen hätten. Tausende Muslime plünderten und steckten mehrere christliche Kirchen sowie Wohngebäude von Christen in Brand. Weiterhin wurden Dutzende Autos und Motorräder angezündet. Die Behörden stationierten daraufhin paramilitärische Einheiten in der Stadt und verhängten eine  Ausgangssperre. Mehr als 100 Menschen wurden aufgrund der Gewalttätigkeiten verhaftet.

## Bevölkerungsentwicklung
| Zensusjahr | Einwohnerzahl |
| ---------- | ------------- |
| 1972       | 46.494        |
| 1981       | 69.459        |
| 1998       | 106.985       |
| 2017       | 150.380       |

## Wirtschaft
Jaranwala hat fruchtbares Land. Es produziert Reis, Weizen, Zuckerrohr, Gemüse und Obst. Der Getreidemarkt von Jaranwala ist einer der geschäftigsten Märkte in Punjab.

## Galerie

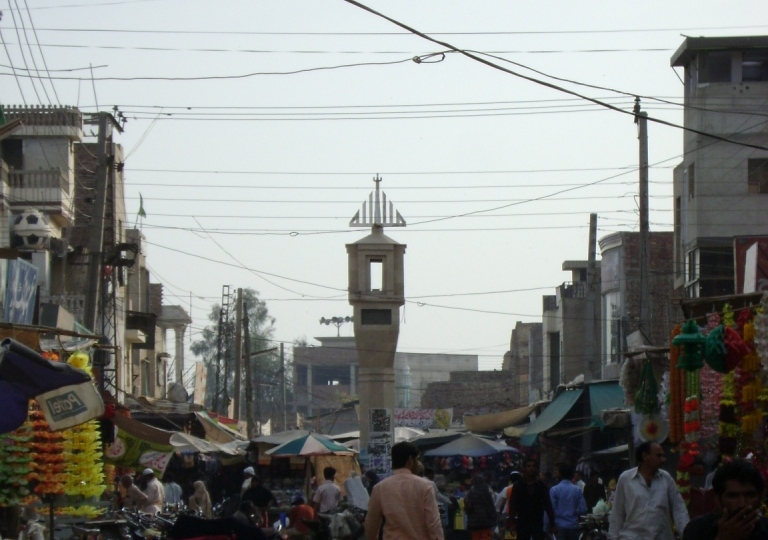